# Bertrand Cheret
Bertrand Cheret (Meaux, 23 de mayo de 1937) es un deportista francés que compitió en vela en la clase Flying Dutchman. Ganó una medalla de plata en el Campeonato Europeo de Flying Dutchman de 1968.

## Palmarés internacional
| Campeonato Europeo | Campeonato Europeo     | Campeonato Europeo | Campeonato Europeo |
| Año                | Lugar                  | Medalla            | Clase              |
| ------------------ | ---------------------- | ------------------ | ------------------ |
| 1968               | Balatonfüred (Hungría) | Medalla de plata   | Flying Dutchman    |